# 高場山トンネル
高場山トンネル（たかばやまトンネル）は、日本国有鉄道飯山線の越後岩沢駅 - 内ケ巻駅間にあった山岳トンネルである。1970年（昭和45年）1月22日に地すべりにより崩落、その後ルートを山の奧側に変更し、同年11月29日に新しいトンネル（新高場山トンネル）が開通した。

## 崩落予知の経緯
精密な観測網と地すべり予知の理論により崩落日を極めて正確に予測し、事前に鉄道運行およびトンネル直下の道路の通行を停止し、事故を未然に防いだ。
- 1969年（昭和44年）
  - 8月11日、集中豪雨によりトンネル入口の地山が異常。翌日から1ヶ月運休し、入口部分をスノーシェッドに置き換える。
  - 11月7日、トンネル上部の水田にて幅40cmの亀裂が発見される。トンネルの変形も確認され、観測網が設置される。
  - 12月25日、トンネルの変形の進行が急激に進み始めたため、学識経験者からなる調査団を編成、現地の視察を実施。
  - 12月28日、トンネルの変形が建築限界に近づいたため、列車の運行を停止。バスによる代行輸送開始[2]。
- 1970年（昭和45年）
  - 1月15日、トンネル変形の計測値が事前に決めた水準を超えたため、全作業を中止。
  - 1月21日、崩落は今明日中におこるやも知れずと報道発表。
  - 1月22日午前1時24分、予知どおり大規模地すべりが発生。土塊13万m3は信濃川まで到達。
  - 同日午前1時26分、崩落は停止。
  - 11月29日 新高場山トンネルが開通。